# ماريا إسابيل غارثيا سواريث
ماريا إسابيل غارثيا سواريث (بالإسبانية: María Isabel García Suárez، ولدت في 26 مارس 1978، أفيليس، أستورياس، إسبانيا) رياضية إسبانية. تتنافس في رياضة كانو- كاياك (الكانوي)، تخصصت في سباق الكاياك (Kayak).
حصلت على ميداليتين ذهبيتين في بطولات أوروبا للكانو كاياك.

## إنجازاتها

### بطولة العالم للكانو كاياك (الكانوي)
- 2001 بوزنان  بولندا:  ميدالية فضية في سباق الكاياك «كي 4» لمسافة 200 متر.
- 2001 بوزنان  بولندا:  ميدالية برونزية في سباق الكاياك «كي 4» لمسافة 500 متر.
- 2002 إشبيلية  إسبانيا:  ميدالية فضية في سباق الكاياك «كي 4» لمسافة 200 متر.
- 2002 إشبيلية  إسبانيا:  ميدالية برونزية في سباق الكاياك «كي 4» لمسافة 500 متر.
- 2003 غينزفيل  الولايات المتحدة:  ميدالية فضية في سباق الكاياك «كي 4» لمسافة 200 متر.
- 2003 غينزفيل  الولايات المتحدة:  ميدالية برونزية في سباق الكاياك «كي 4» لمسافة 500 متر.
- 2005 زغرب  كرواتيا:  ميدالية برونزية في سباق الكاياك «كي 4» لمسافة 200 متر.

### بطولة أوروبا للكانو كاياك (الكانوي)
- 2001 ميلانو  إيطاليا:  ميدالية فضية في سباق الكاياك «كي 4» لمسافة 200 متر.
- 2001 ميلانو  إيطاليا:  ميدالية برونزية في سباق الكاياك «كي 4» لمسافة 500 متر.
- 2002 سزيغيت  المجر:  ميدالية ذهبية في سباق الكاياك «كي 4» لمسافة 200 متر.
- 2002 سزيغيت  المجر:  ميدالية فضية في سباق الكاياك «كي 4» لمسافة 500 متر.
- 2004 بوزنان  بولندا:  ميدالية ذهبية في سباق الكاياك «كي 4» لمسافة 200 متر.
- 2004 بوزنان  بولندا:  ميدالية برونزية في سباق الكاياك «كي 4» لمسافة 500 متر.

## روابط خارجية
- ماريا إسابيل غارثيا سواريث على موقع اللجنة الأولمبية الدولية (الإنجليزية)
- ماريا إسابيل غارثيا سواريث على موقع أوليمبيديا (الإنجليزية)
- ماريا إسابيل غارثيا سواريث على موقع اللجنة الأولمبية الإسبانية (الإسبانية)